# Kollárovci
Kollárovci – słowacki folkowy góralski zespół muzyczny.

## Historia
Zespół powstał w 1997 i wykonuje głównie słowackie pieśni i piosenki ludowe w zmodernizowanych wersjach. Wydał osiem płyt i cztery DVD. Zespół tworzą przede wszystkim trzej bracia Kollár: Tomáš, Štefan i Marek. Kapela wykorzystuje takie instrumenty jak: skrzypce, kontrabas, saksofon sopranowy i altowy, cymbały, akordeon i perkusja. Zespół występował na koncertach w Czechach, Francji, Polsce i Rumunii. Zajęli pierwsze miejsce w konkursie TV Šláger w kategorii pieśni ludowych. W 2015 piosenkę Sokoly wykonali w języku polskim. W 2017 nowa wersja tradycyjnego utworu Na Kráľovej holi wykonywana przez zespół zyskała dużą popularność w Internecie.

## Skład zespołu
- Tomáš Kollár: skrzypce, wokal,
- Marek Kollár: skrzypce, śpiew,
- Štefan Kollár: akordeon, klarnet, saksofon, śpiew,
- Juraj Švedlár: kontrabas, śpiew,
- Julius Michal Hudi: cymbały,
- Patrik Červenák: bębny
- Peter Rončík: gitara[1].

## Dyskografia
- 2006: Z Kolačkova parobci - Kollárovci 1,
- 2006: Keď chlapci hrajú - Kollárovci 2,
- 2008: Hej tam od Tatier - Kollárovci 3,
- 2010: Pozdrav zo Slovenska - Súrodenci Kollárovci 4,
- 2011: Dievčatá - Kollárovci 5,
- 2012: Keď chlapci hrajú, Od A do Z,
- 2012: Primášovo srdce,
- 2012: Vianoce s Kollárovcami,
- 2013: Goraľu cy či ne žaľ[5]
- 2013: Goraľu cy či ne žaľ,
- 2013: Silvester s Kollárovcami 2013, a ľudový rozprávač Jožko Jožka,
- 2014: Goraľu cy či ne žaľ,
- 2015: Môj život je muzika,
- 2015: Môj život je muzika,
- 2016: Stretnutie Goralov v Pieninách, Kollárovci Live,
- 2017: Neúprosný čas
- 2019: Vlasy čierne
- 2021: Len Tebe spievam[6].